# Robert Doisneau
Robert Doisneau, francoski fotograf, * 14. april 1912, Gentilly, Pariz, Francija, † 1. april 1994, Montrouge, Pariz.
Bil je eden od začetnikov ulične fotografije. V svoji fotografski karieri je dokumentiral življenje na ulicah Pariza. Njegova najbolj znano fotografsko delo je »Poljub pred mestno hišo«. Za zasluge na področju fotografije je bil leta 1984 imenovan za viteza Reda legije časti.

## Fotografska kariera
Robert Doisneau je bil znan po igrivih portretih in ironičnih podobah vsakdanjega življenja, ki ga je večinoma dokumentiral na mestnih ulicah Pariza. Vodilo njegovega fotografskega izraza dobro ponazarja izjava: »Čudesa vsakdanjega življenja so tako vznemirljiva; noben režiser ne more poustvariti nepričakovanih dogodkov tako kot se pripetijo na ulici«. Na njegovo fotografsko ustvarjanje so vplivala dela Andréja Kertésza, Eugènea Atgeta in Henrija Cartier-Bressona. Fotografski opus Roberta Doisneaua je predstavljen v več kot dvajsetih monografijah.

### Fotografija »Poljub pred mestno hišo«
Leta 1950 je ustvaril svojo najbolj prepoznavno in kontraverzno fotografijo »Le baiser de l'Hôtel de Ville« (Poljub pred mestno hišo), na kateri je posnel zaljubljenca, ki sta se poljubljala pred mestno hišo v Parizu. Fotografija je postala ena od ikon ljubezenske podobe Pariza. Posneta je bila za reportažo revije Life, vendar je ostala v arhivu Doisneaujeve fotografske agencije Ralpho več kot 30 let preden jo je začelo uspešno tržiti podjetje za prodajo plakatov. Identiteta para na fotografiji je ostala neznana vse do leta 1992.  Komercialni uspeh fotografije je Doisneau prinesel dolgoletne pravne postopke, saj se je na fotografiji prepoznalo več ljudi in od Doisneaua zahtevalo avtorske pravice. Okoliščine nastanka fotografije so bile pojasnjene med sodnim postopkom, ki ga je proti Doisneauju vložila igralka Françoise Bornet. Doisneau je priznal, da sta Françoise Bornet in njen takratni fant Jacques Carteaud, poljub uprizorila, vendar je bila zahteva za avtorske pravice na sodišču zavrnjena.